# Александров, Никита Дмитриевич
Никита Дмитриевич Александров (род. 18 мая 1999, Курган) — российский хоккеист, защитник.

## Биография
Занимался в хоккейных школах «Зауралье» Курган (до 1999), «Газовик» Тюмень (2009—2012), «Динамо» Москва (2012—2017). Сезон-2016/17 провёл в команде МХЛ ХК МВД Балашиха. Сезон с небольшим провёл в команде OHL «Флинт Файрбёрдз». Вернувшись в Россию, стал играть в системе хабаровского «Амура» — в команде МХЛ «Амурские тигры» (2018/19). В следующем сезоне провёл 19 матчей в КХЛ за «Амур» и два матча в плей-офф ВХЛ за «Сокол» Красноярск. В сезоне-2020/21 сыграл 7 матчей за «Амур» и 18 за «Сокол». Сезон-2021/22 начал в «Соколе», затем перешёл в АКМ. В сезонах 2022/23 — 2023/24 играл в «Зауралье».
С сезона-2024/25 — игрок команды Китайской хоккейной лиги «Куньлунь Ред Стар» Шэньчжэнь.